# Piste d'Abqaïq
L'aéroport d'Abqaïq est une petite piste d'atterrissage, située à 6 km à l'ouest du centre de Abqaïq, 60 km au sud de Dammam, dans la province orientale de l'Arabie saoudite, sur une superficie d'environ 0,35 km2, entre fermes et désert.

## Histoire
La compagnie Saudi Arabian Oil Company, ou Saudi Aramco, est propriétaire de l'aérodrome, qu'elle utilise pour ses vols intérieurs à travers le royaume, jusqu'à l'abandon de l'utilisation régulière, à l'achèvement de l'Aéroport international du roi Fahd, à Dammam, où Aramco possède son principal centre aéronautique. 
L'aéroport est donc actuellement pratiquement inutilisé.